# Tridactyle lagosensis
Espèce
Synonymes
- Angraecum lagosense Rolfe[1]

Tridactyle lagosensis (Rolfe) Schltr. est une espèce de plantes à fleurs de la famille des Orchidaceae (les orchidées) et du genre Tridactyle, endémique d'Afrique centrale.

## Description
Tridactyle lagosensis est une herbe épiphyte pouvant atteindre 35 cm de hauteur.

## Habitat et distribution
Relativement rare, l'espèce est présente au Nigeria, au Cameroun, en Guinée équatoriale (Région continentale) et au Gabon.
Au Cameroun, Tridactyle lagosensis pousse en bordure du Nyong près de Nkolnlong .